# Paranisopodus peruanus
Paranisopodus peruanus är en skalbaggsart som beskrevs av Monné M. L. och Monné M. A. 2007. Paranisopodus peruanus ingår i släktet Paranisopodus och familjen långhorningar. Inga underarter finns listade i Catalogue of Life.